# Enis Pajalic
Enis Pajalic (* 25. September 2001) ist ein österreichischer Fußballspieler.

## Karriere
Pajalic begann seine Karriere beim ASKÖ Gurnitz. 2013 wechselte er zum Annabichler SV. Zur Saison 2015/16 kam er in die Jugend des SK Austria Klagenfurt.
Ab der Saison 2016/17 spielte er für die Amateure von Austria Klagenfurt. Im Juni 2019 debütierte er bei seinem Kaderdebüt für die Profis in der 2. Liga, als er am 30. Spieltag der Saison 2018/19 gegen den FC Liefering in der 87. Minute für Marco Hödl eingewechselt wurde.